# Harald Sunde

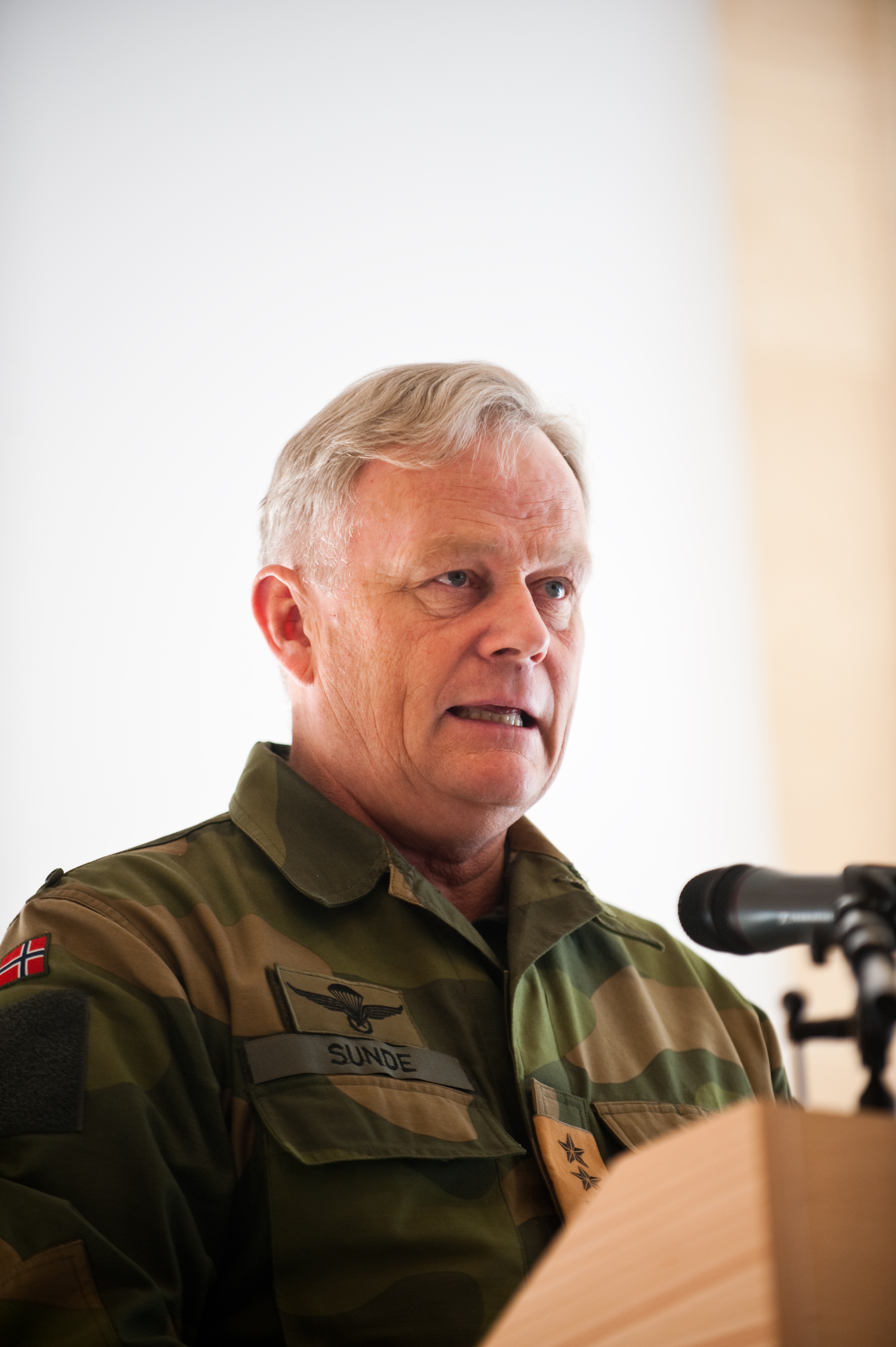
General Harald Sunde (2010)

Harald Sunde (* 9. März 1954 in Hurdal) ist ein ehemaliger norwegischer General. Er war zuletzt von Oktober 2009 bis November 2013 Oberkommandierender der norwegischen Streitkräfte.

## Leben
Harald Sunde trat 1974 in die norwegischen Streitkräfte ein und absolvierte zunächst seine Ausbildung als Offizieranwärter in der Kavallerietruppe und wurde danach bis 1976 als Führer einer Aufklärungsabteilung und als Ausbilder eingesetzt. Bis 1979 studierte er dann an der norwegischen Militärakademie.
1986 schloss Sunde den Stabsoffizierlehrgang ab und wurde im selben Jahr zum Major befördert. Von 1987 bis 1989 nahm er am internationalen Generalstabslehrgang der Führungsakademie der Bundeswehr in Hamburg teil und kehrte danach als Lehrer an die Stabsoffizierschule des Heeres (Army Staff College) zurück. 1992 wurde er zum Oberstleutnant befördert.
Sunde nahm ab 1996 als Chef des Stabes der Nordic-Polnish Brigade am IFOR-Einsatz in Bosnien-Herzegowina teil. Nach seiner Rückkehr übernahm er im Süden Norwegens das Kommando über eine Brigade und wurde zum Oberst befördert. Von 1998 bis 1999 wurde Sunde abermals ins Ausland versetzt und absolvierte ein Studienjahr am United States Army War College in Carlisle im US-Bundesstaat Pennsylvania.
In Norwegen zurück wurde Sunde zunächst in der Planungsabteilung des Stabes der Streitkräfte eingesetzt, bevor er 2000 zum Brigadegeneral und Inspekteur der Kavallerie ernannt wurde, eine Position, die er bis 2002 innehatte. Nach einem kurzen Einsatz im Joint Forces Command Brunssum in Belgien übernahm Sunde bis 2009 diverse Kommandos in der Führung der norwegischen Streitkräfte, wobei er unter anderem im Verteidigungsministerium mit dem Afghanistan-Einsatz (ISAF) der norwegischen Streitkräfte befasst war; in dieser Zeit wurde er zunächst zum Generalmajor (2003) und dann zum Generalleutnant (2006) befördert.
Am 1. Oktober 2009 wurde Harald Sunde zum General befördert und übernahm das Kommando über die norwegischen Streitkräfte, welches er bis zu seiner Verabschiedung in den Ruhestand im November 2013 innehatte. Zu seinem Nachfolger wurde Haakon Bruun-Hanssen ernannt.
Harald Sunde ist verheiratet und hat zwei Kinder.